# رغوة صوتية

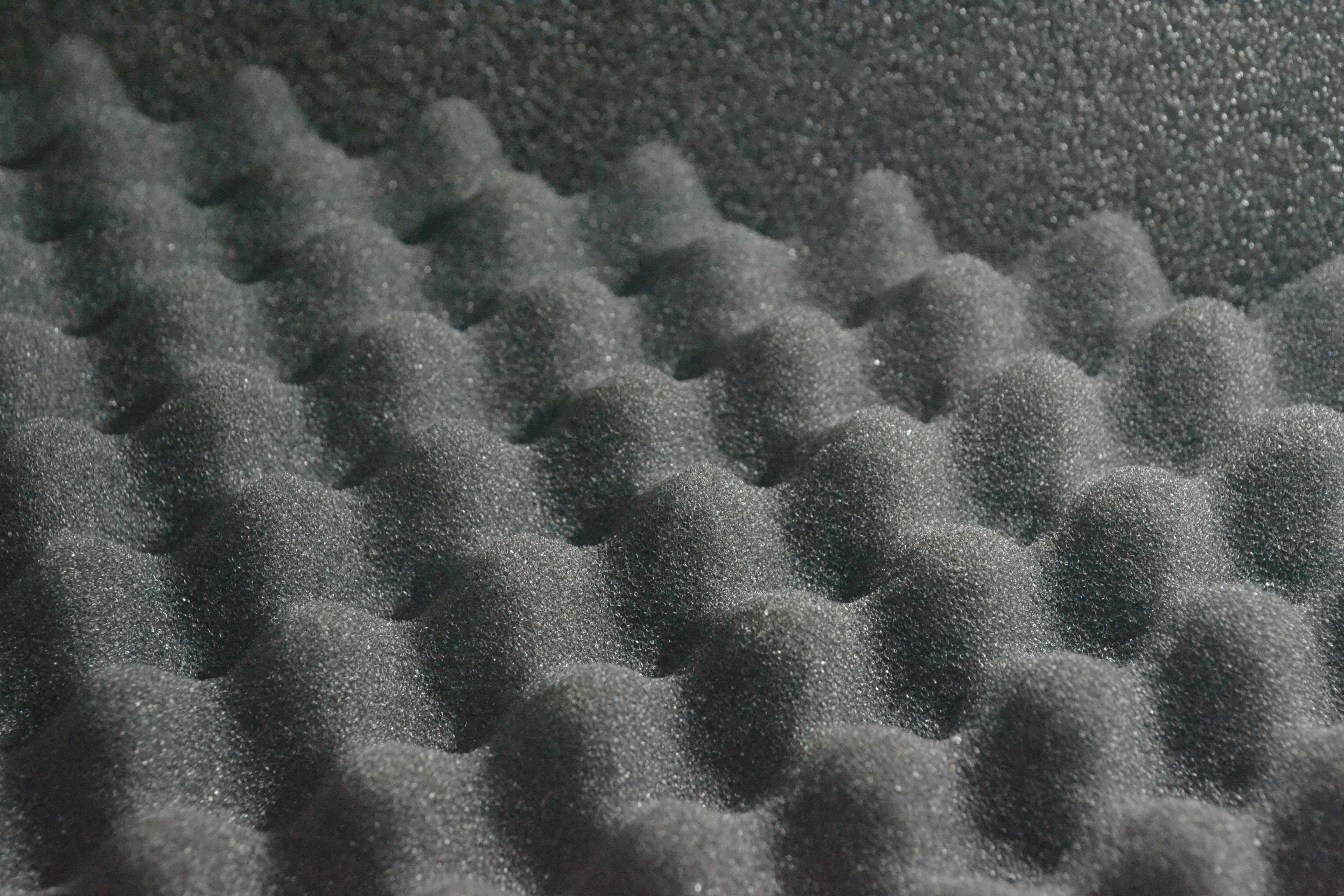
صورة مقربة للرغوة الصوتي.

الرغوة الصوتية (بالإنجليزية: Acoustic foam)‏ هي رغوة ذات خلية مفتوحة تستخدم في المعالجة الصوتية. تخفف من الموجات الصوتية الهوائية، وتقلل من اتساعها، لأغراض الحد من الضوضاء أو التحكم في الضوضاء. يتم تبديد الطاقة على شكل حرارة. يمكن صنع الرغوة الصوتية بعدة ألوان وأحجام وسمك مختلفة.
يمكن تثبيت الرغوة الصوتية على الجدران والسقوف والأبواب والميزات الأخرى بالغرفة للتحكم في مستويات الضوضاء والاهتزازات والصدى.
يتم معالجة العديد من منتجات الرغوة الصوتية بالأصباغ و/أو مثبطات الحريق.

## الاستخدامات
الهدف من الرغوة الصوتية هو تحسين أو تغيير جودة صوت الغرفة من خلال التحكم في الصوت المتبقي من خلال الامتصاص. يتطلب هذا الغرض وضعًا استراتيجيًا لألواح الرغوة الصوتية على الجدران والسقوف والأرضيات والأسطح الأخرى. يمكن أن يساعد التنسيب المناسب في إدارة الرنين بفاعلية داخل الغرفة ويساعد في منح الغرفة الصفات الصوتية المرغوبة.

### تحسين الصوت
الهدف من الرغوة الصوتية هو تعزيز الخصائص الصوتية للغرفة من خلال إدارة الصدى غير المرغوب فيه بشكل فعال. لهذا السبب، غالبًا ما تُستخدم الرغوة الصوتية في المطاعم، المسارح، واستوديوهات التسجيل. غالبًا ما يتم تثبيت الرغوة الصوتية في الغرف الكبيرة ذات الأسطح الكبيرة ذات الارتداد الصوتي مثل الصالات الرياضية والكنائس والمعابد والمسارح وقاعات الحفلات الموسيقية حيث يكون الصدى الزائد عرضة للظهور. والغرض من ذلك هو تقليل الرنين داخل الغرفة ولكن ليس القضاء عليه تمامًا. في الأماكن غير المُدارة التي لا تحتوي على رغوة صوتية أو مواد مماثلة لامتصاص الصوت، تنعكس الموجات الصوتية عن الأسطح وتستمر في الارتداد في الغرفة. عندما تواجه موجة تغيرًا في المعاوقة الصوتية، مثل الاصطدام بسطح صلب، تنفجر الانعكاسات الصوتية. تتكرر هذه الانعكاسات عدة مرات قبل أن تصبح الموجة غير مسموعة. يمكن أن تنشأ موجة معقدة جديدة عندما تتزامن موجة المصدر المباشر مع الموجات المنعكسة. ستغير هذه الموجة المعقدة استجابة التردد لمادة المصدر.

### الخصائص
الرغوة الصوتية هي مادة خفيفة الوزن مصنوعة من البولي يوريثان (إما بولي إيثر أو بوليستر) أو رغوة الميلامين. عادة ما يتم تقطيعها إلى قطع بلاط. غالبًا ما يتميز سطح واحد من هذه البلاط بأشكال هرمية أو مخروطية أو إسفينية أو غير مستوية. بلاط الرغوة الصوتية مناسب لوضعه على أسطح عاكسة للصوت لتعمل كممتصات للصوت، وبالتالي تحسين أو تغيير خصائص الصوت في الغرفة.
يختلف هذا النوع من امتصاص الصوت عن العزل الصوتي، والذي يستخدم عادةً لمنع الصوت من الهروب أو الدخول إلى الغرفة بدلاً من تغيير خصائص الصوت داخل الغرفة نفسها.
عادةً ما تقوم ألواح الرغوة الصوتية بقمع الصدى في الترددات المتوسطة والعالية. للتعامل مع الترددات المنخفضة، يمكن وضع قطع أكثر سمكًا من الرغوة الصوتية (غالبًا في حاويات معدنية أو خشبية) في زوايا الغرفة وتسمى مصائد الرغوة الصوتية.